# Боло Јен
Јанг Се (кин. 杨斯, пин'јин: Yáng Sī, варијанта: Јанг Се; рођен 3. јула 1946. године у Гуангџоу, Кина), познатији под именом Боло Јен или Боло Јенг (енгл. Bolo Yeung), кинески је глумац, мајстор борилачких вештина и бодибилдер, који се појавио у преко 100 филмова. Публици у Србији је најпознатији по улогама у филмовима У змајевом гнезду, Крвави спорт и Освета близанаца, у којима је глумио улоге негативаца. Током каријере постао је добар пријатељ са Брус Лијем и Ван Дамом, са којима је и глумио у филмовима.